# Great Langton
Great Langton – wieś w Anglii, w hrabstwie North Yorkshire, w dystrykcie (unitary authority) North Yorkshire. Leży 55 km na północny zachód od miasta York i 331 km na północ od Londynu. W 2001 miejscowość liczyła 116 mieszkańców.